# رافائل گراگنانیلو
رافائل گراگنانیلو (انگلیسی: Raffaele Gragnaniello؛ زادهٔ ۱۸ فوریهٔ ۱۹۸۱) بازیکن فوتبال اهل ایتالیا است.
از باشگاه‌هایی که در آن بازی کرده‌است می‌توان به باشگاه فوتبال آولینو، باشگاه فوتبال ناپولی، و باشگاه فوتبال لچه اشاره کرد.
وی همچنین در تیم ملی فوتبال Two Sicilies بازی کرده‌است.